# Sewer z Rawenny
Sewer z Rawenny (ur. w Rawennie, zm. 1 lutego ok. 348 tamże) – dwunasty biskup Rawenny (342-344), święty Kościoła katolickiego.
Wiadomo, że był 12. biskupem Rawenny i brał udział w synodzie w Sardyce (343), dzisiejszej Sofii. Według tradycji był jedenastym następcą św. Apolinarego. 

Został pochowany w Rawennie, a jego wizerunek znajduje się na bizantyńskiej mozaice w bazylice św. Apolinarego (Sant’Apollinare in Classe) w Rawennie, konsekrowanej w 549 przez biskupa św. Maksymiana (zm. 556). W 582 roku kolejny biskup Rawenny (575-595) Johannes Romanus (Joannes V), poświęcił tenże kościół św. Sewerowi.
Późniejsze informacje pochodzące z IX i XI wieku są sprzeczne. Według jednej z legend Sewer był tkaczem wełny i był żonaty z Wincencją z którą miał córkę o imieniu Innocencja. Ich rzekome relikwie miały zostać wykradzione z miasta przez galilejskiego kleryka w IX wieku i tym samym trafić do Pawii a stamtąd do Niemiec. Z kolei inny przekaz podaje, że relikwie świętego w 836 roku nakazał przewieźć z Rawenny do Erfurtu arcybiskup Moguncji Otgar (zm. 847) i złożyć je w ówczesnym klasztorze św. Pawła sióstr benedyktynek (obecny kościół pw. św. Sewera).
Pierwsze świadectwa kultu Sewera w Rawennie można znaleźć w dwóch kazaniach św. Piotra Damiani (zm. 1072).
Święty Sewer jest patronem tkaczy, sukienników i policjantów.
Jego wspomnienie liturgiczne obchodzone jest w dzienną pamiątkę śmierci, za Martyrologium św. Hieronima.
Atrybutami świętego są: drewniany chodzik, maszyna tkająca i gołąb.
Motyw gołębia związany jest również z legendą, według której ptak pojawił się nad Sewerem, gdy w Rawennie wybierano biskupa.